# 伊爾利亞
46°41′1″N 30°38′18″E / 46.68361°N 30.63833°E
伊利亞（烏克蘭語：Ілля）是位於烏克蘭西南部的村莊，由敖德萨州波季利斯克区的奧克尼市鎮負責管轄。該村始建於1924年，面積0.87平方公里，2001年人口82，人口密度每平方公里94.25人。